# Білан (метелик)
Білан (Pieris) є широко розповсюдженим, тепер майже космополітичним, родом метеликів родини Pieridae. Найбільше видове різноманіття спостерігається в Палеарктиці, причому в Європі та східній Північній Америці воно більше, ніж у схожій та близькоспорідненій Понтії.

## Екологія
У багатьох видів цього роду є гусениці, які харчуються капустою та іншими представниками капустяних. Види, що завдають шкоди культурам, поширилися з Євразії до більшої частини решти світу (останнім часом до Південної Америки та Африки) і вважаються комахами-шкідниками майже всюди. Є види Pieris, які не є шкідниками, наприклад північноамериканські види Pieris oleracea і Pieris virginiensis. Ці метелики успішно харчуються лише специфічною місцевою рослинністю.
Деяким представникам Pieris загрожує швидке розповсюдження деяких рослин у Brassicaceae, наприклад, те, як високоінвазивна часникова гірчиця (Alliaria petiolata) вбиває личинки Pieris oleracea та Pieris virginiensis у Північній Америці. Враховуючи значні відмінності між хімічними речовинами, які утворює часникова гірчиця, порівняно з гірчицею, яка походить із Північної Америки, ймовірно, що вона також смертельна для інших представників Pieris, які походять із Північної Америки.

## Види
- Pieris ajaka Moore, 1865
- Pieris angelika Eitschberger, 1983
- Pieris balcana Lorkovic, 1970
- Pieris bowdeni Eitschberger, 1984
- Pieris brassicae (Linnaeus, 1758)
- Pieris brassicoides Guérin-Méneville, 1849
- Pieris bryoniae (Hübner, [1790-1793])
- Pieris canidia (Sparrman, 1768)
- Pieris cheiranthi (Hübner, 1808)
- Pieris chumbiensis (de Nicéville, 1884)
- Pieris davidis Oberthür, 1876
- Pieris deota (de Nicéville, 1884)
- Pieris dubernardi Oberthür, 1884
- Pieris dulcinea (Butler, 1882)
- Pieris eitschbergeri Lukhtanov, 1996
- Pieris ergane (Geyer, [1828])
- Pieris erutae Poujade, 1888
- Pieris euorientis (Verity, 1908)
- Pieris extensa Poujade, 1888
- Pieris krueperi Staudinger, 1860
- Pieris lama Sugiyama, 1996
- Pieris mahometana (Grum-Grshimailo, 1888)
- Pieris mannii (Mayer, 1851)
- Pieris marginalis Scudder, 1861
- Pieris meckyae Eitschberger, 1983
- Pieris melete Ménétriés, 1857
- Pieris naganum Moore, 1884
- Pieris napi (Linnaeus, 1758)
- Pieris narina (Verity, 1908)
- Pieris nesis Fruhstorfer, 1909
- Pieris ochsenheimeri (Staudinger, 1886)
- Pieris oleracea Harris, 1829
- Pieris persis (Verity, 1922)
- Pieris pseudorapae (Verity, [1908])
- Pieris rapae (Linnaeus, 1758)
- Pieris shangrilla Tadokoro, Shinkawa & Wang, 2013
- Pieris steinigeri Eitschberger, 1984
- Pieris tadjika Grum-Grshimailo, 1888
- Pieris virginiensis (W.H. Edwards, 1870)